# Imiterita
La imiterita és un mineral de la classe dels sulfurs. El seu nom fa referència a la mina Imiter, a les muntanyes Anti-Atles, Província d'Ouarzazate, Regió de Souss-Massa-Draâ, Marroc, on fou descoberta l'any 1985. Fou descrita per J J Gillou, J Monthel, P Picot, F Pillard, J Protas i J C Samama el 1985.

## Característiques
La imiterita és un mineral d'argent, mercuri i sofre. Químicament és un sulfur doble d'argent i mercuri (II), de fórmula Ag₂HgS₂ i de color gris pàl·lid o gris acer, tot i que també pot ser negre completament. La seva densitat és de 7,846 g/cm³, i cristal·litza en el sistema monoclínic. La seva duresa a l'escala de Mohs oscil·la entre 2,5 i 3.
Segons la classificació de Nickel-Strunz, la imiterita pertany a «02.BD: Sulfurs metàl·lics, M:S > 1:1 (principalment 2:1), amb Hg, Tl» juntament amb els següents minerals: gortdrumita, balcanita, danielsita, donharrisita, carlinita, bukovita, murunskita, talcusita, rohaïta, calcotal·lita, sabatierita, crookesita i brodtkorbita.

## Formació i jaciments
S'ha trobat imiterita principalment en els dipòsits de pirita de la mina Imiter, al Marroc, associada a calcopirita, esfalerita, acantita, polibasita, galena i arsenopirita, i en uns dipòsits als filons hidrotermals de Ramsbeck, Alemanya, juntament amb acantita, pirita, marcassita, polibasita i calcita.